# Daniel Freitas Rodríguez
Daniel Freitas Rodríguez (* 22. November 1965 in Montevideo, Uruguay) ist ein ehemaliger uruguayischer Boxer, der bei nationalen und internationalen Meisterschaften sowohl im Amateur- als auch im Profibereich erfolgreich war. 
Freitas Rodríguez wurde im montevideanischen Barrio Ellauri geboren und ging auf die dortige Schule (Mendoza y Capitán Tula). Eine weiterführende Schule besuchte er nicht. Freitas, Vater zweier Töchter, ist geschieden. 
Zum Boxsport fand Freitas über seinen Vater Santos Freitas und seinen Onkel, den Olympiateilnehmer von 1968 Norberto Freitas, die beide ebenfalls boxten. Nachdem er zunächst in der Fußballabteilung Peñarols gespielt hatte, wechselte er schon bald nach einem Besuch mit seinem Vater im Palacio Peñarol zum Boxsport. Sein erster Trainer und Förderer war dort José Baquero. Freitas 15 Jahre währende Karriere begann im Jahre 1985. Bereits in diesem Jahr gewann er seinen ersten Junioren-Meistertitel als sogenannter Campeón de Novicios Absolutos und repräsentierte Uruguay in Mendoza beim Campeonato Confraternidad. Trainer war zu dieser Zeit Chino Rosales. Im Folgejahr wiederholte er die nationale Meisterschaft und war als Südamerikameister und Goldmedaillengewinner bei den III. Südamerikaspielen der ODESUR, die 1986 im chilenischen Santiago stattfanden, ebenfalls auf internationalem Niveau erfolgreich. 1987 folgte auf nationaler Ebene sein erster uruguayischer Meistertitel. Auch auf internationalem Parkett konnte er seine Trophäensammlung ausbauen, indem er die in seiner Geburtsstadt ausgerichtete rioplatensische Meisterschaft zu seinen Gunsten entschied. Zudem siegte er im argentinischen San Juan bei den dortigen Südamerikameisterschaften. 
Bei den Panamerikanischen Spielen 1987 war er zwar Teil des uruguayischen Teams, konnte aber infolge einer Hepatitis nicht antreten. Freitas gehörte auch bei den Olympischen Sommerspielen 1988 dem olympischen Aufgebot Uruguays an. Dort belegte er im Wettkampf im Leichtgewicht den 33. Platz. Zwei Jahre später war er Mitglied des uruguayischen Aufgebots bei den Südamerikaspielen 1990 in Peru. Sein Profi-Debüt absolvierte er am 11. September 1992 in Montevideo. Der letzte seiner insgesamt zehn Profi-Kämpfe, darunter einige Titel-Kämpfe, fand am 18. Dezember 1999 statt. 
Nach dem Ende seiner Karriere arbeitet er seit dem Jahr 2000 bei der uruguayischen Polizei in der präsidentiellen Sicherheits-Abteilung.
Auf Vorschlag einer Kommission aus dem uruguayischen Kultur- und Bildungs- sowie dem Wirtschafts- und Finanzministerium vom 22. September 2009 wurde ihm am 3. November 2009 auf der Grundlage des Artículo 1º des Ley Nº 16.031 eine sogenannte Pensión graciable seitens der uruguayischen Asamblea General zugesprochen.